# Apharetra pyralis
Apharetra pyralis är en fjärilsart som beskrevs av Smith 1896. Apharetra pyralis ingår i släktet Apharetra och familjen nattflyn. Inga underarter finns listade i Catalogue of Life.